# Franz Dietz
Franz Sales Dietz (* 7. November 1794; † 17. August 1840 in Kenzingen) war ein deutscher Verwaltungsbeamter.

## Leben
Franz Dietz wurde als Sohn eines Freiburger Obereinnehmers geboren. Nach dem Besuch des Gymnasiums in Freiburg studierte er Rechtswissenschaften an der Albert-Ludwigs-Universität Freiburg. 1815 wurde er Mitglied des Corps Rhenania Freiburg. Nach dem Studium wurde er 1816 Rechtspraktikant. Noch im gleichen Jahr wurde er zweiter Aktuar und 1818 erster Aktuar in Stockach. 1826 wurde er zum Amtsassessor beim Bezirksamt Ettenheim befördert und 1829 zum Amtmann ernannt. 1835 wurde er zum Amtsvorstand des Bezirksamts Kenzingen berufen und 1837 zum Oberamtmann ernannt. Dort verstarb er 1840 im Amt.